# Svenska Dagbladet

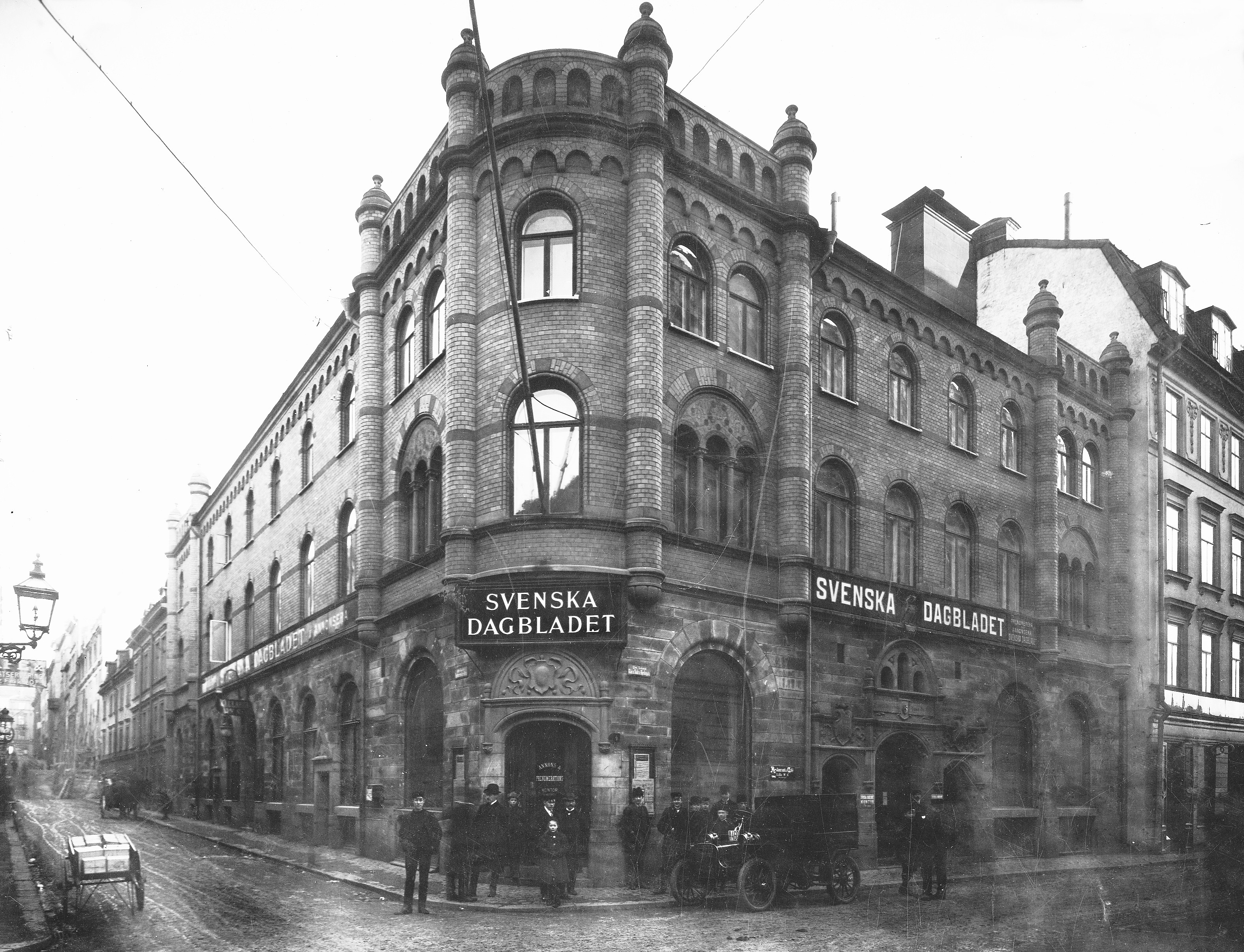
Редакційний будинок у дільниці «Клара». 1905 рік.

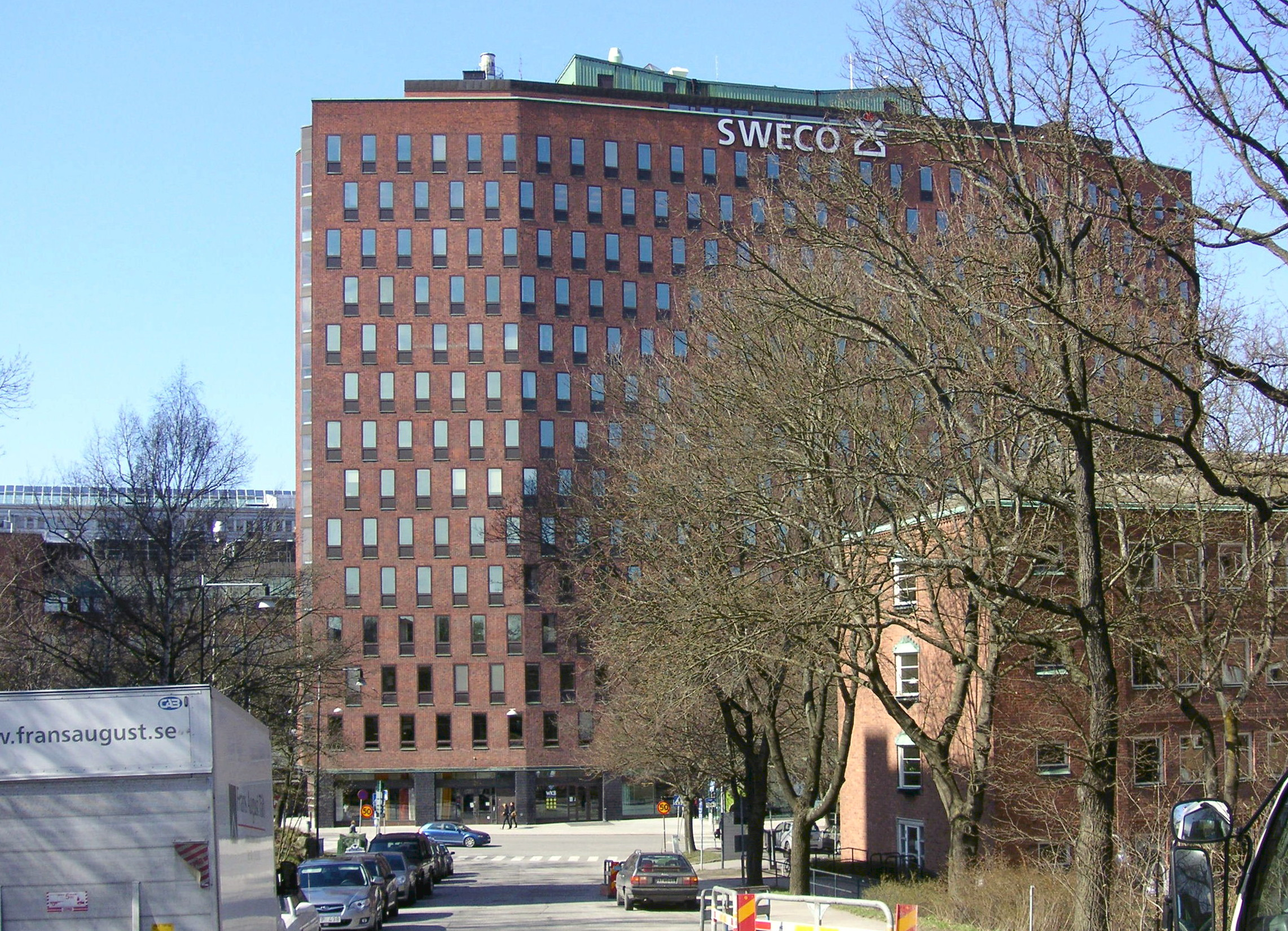
Колишнє редакційне приміщення у Кунґсгольмі.

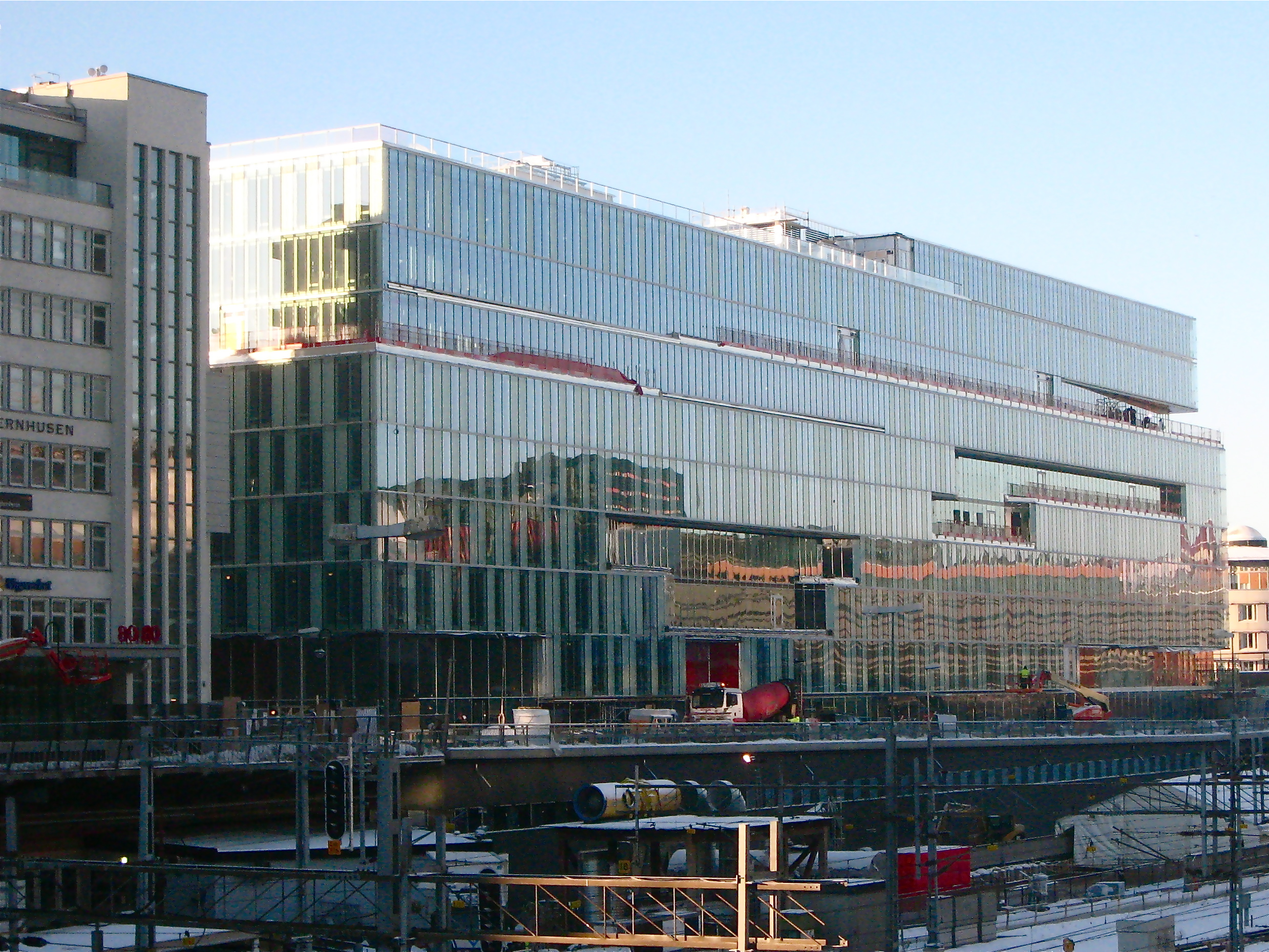
У 2010 році газета перебралася до будинку біля Королівського моста.

«Svenska Dagbladet», SvD, або ж «Svenskan» («Све́нска да́ґбладет», або ж «Све́нскан», «Шведський щоденний листок») — шведська щоденна ранкова газета, означена як «незалежна поміркована». Розміщена у Стокгольмі, заснована 1884 року. Тепер належить норвезькому видавничому концерну «Schibsted». Її передплачують і купують майже по всій країні. Головним редактором і відповідальним видавцем з 2002 року є Лена K. Самуельссон. Головним політичним редактором з 2004 року є П. Й. Андерс Ліндер.
З усіх друкованих органів Швеції «Свенска даґбладет» і Skånska Dagbladet мають найбільшу фінансову допомогу від держави. У 2008 році кожна з них одержала 65 мільйонів крон.

## Історія

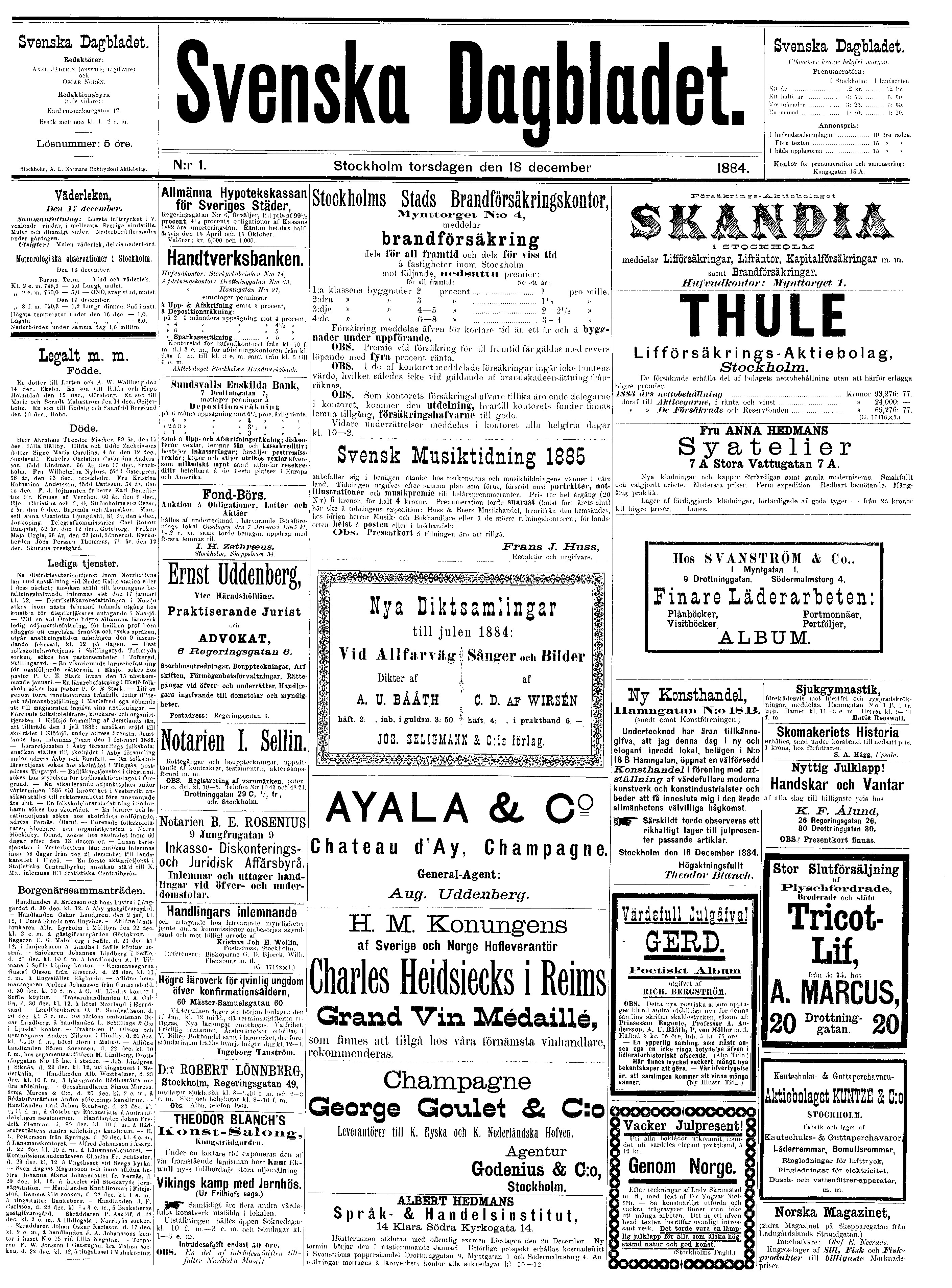
Перший номер газети «Свенска даґбладет». 18 грудня 1884 року.

«Свенска даґбладет» заснована 1884 року. Перше число вийшло 18 грудня. Цьому посприяли передусім майбутній перший редактор часопису Аксель Єдерін (1850-1925) і другий редактор Оскар Нурен (1844–1923). Номер газети коштував у Стокгольмі п'ять ере, а за межами столиці — десять ере. Перший номер містив тільки прогноз погоди й анонси. Найбільшою новиною того року було звинувачення Авґуста Стріндберґа в кощунстві, якого він нібито допустився у збірці оповідань «Одружені».
У 1885–1887 роках виходили також вечірні випуски. Спочатку газета була консервативна, а з 1897 року, коли головним редактором став Гельмер Кей, змістилася в бік лібералізму. У перший період його урядування з газетою співпрацювали, зокрема, Вернер фон Гейденстам і Еллен Кей. У 1907–1909 роках посаду головного редактора обіймав Ґустаф Зетеліус, але на це місце повернувся Кей і працював аж до 1934-го. 1910 року газета ухилилася вправо й стала поміркованою. З 1977 року вона незалежна поміркована, «а це означає суміш ліберально-консервативних ідей ринково-економічного напрямку». Газета значно відрізнялася від інших тим, що на її першій сторінці завжди були тільки анонси.
Спершу редакція розташувалася на розі вулиць Кунгсґатан і Васаґатан. 1887 року переїхала на Кардуансмакарґатан, 12, а у 1897-му новим осідком став будинок на перехресті вулиць Клара седра чюркоґата і Кардуансмакарґатан. У 1915 власники газети придбали дім № 11 на вулиці Кардуансмакарґатан й за рахунок цього розширили площу редакційного приміщення. 1962 року редакція перебралася на Роламбсвеген, 7, у 1995-му — на Єрвелльсґатан, 28. 2003 року осідком часопису знову став центр Стокгольма, цього разу вулиця Местер Самуельсґатан. У 2010 році концерн Schibsted розмістив свої підрозділи, у тому числі «Свенска даґбладет» і вечірню газету «Афтонбладет» у будинку під назвою Кунґбругусет. Велику частину тиражу часопису «Свенска даґбладет» випускала друкарня в Седертельє.
Щороку часопис призначає такі нагороди, як Літературна премія газети «Свенска даґбладет», Золота медаль газети «Свенска даґбладет» за найкращі спортивні досягнення року, Оперна премія газети «Свенска даґбладет» і Премія Талії від газети «Свенска даґбладет».
У 1923–1964 газета «Свенска даґбладет» випускала річник Svenska Dagbladets årsbok. Він входив у склад річника Anno, який публікувало видавництво «Корона» förlag. У 1960-му побачила світ Svenska Dagbladets Historia 1884–1940 — «Історія газети „Свенска даґбладет“ за 1884–1940 роки». Цю першу частину редагував Івар Андерссон. У 1965-му вийшла друга частина під назвою Litteratur, konst, teater och musik i SvD 1897–1940 — «Література, мистецтво, театр і музика в газеті „Свенска даґбладет“ у 1897–1940 роках». Ювілейного, 1884 року вийшов третій том під редакцією Елізабет Сандлунд SvD under Ivar Anderssons tid 1940–1955 — «„Свенска даґбладет“ за часів Івара Андерссона, 1940–1955». Четверту частину мав підготувати Ларс Лагерстедт. Вона мала показати загальний стан речей у газеті, робочі умови та їхній вплив на зміст газети.
1974 року в газеті з'явилася «Idagsidan» («Нинішня сторінка»), на ті часи новина в газетній журналістиці. На цій сторінці публікувалися статті про погляди на життя, про соціальні та філософські питання. Вели її дві журналістки — Маріанна Фредрікссон і Амі Леннрот. До столітнього ювілею в 1984 році опубліковано видання 100 år med Svenska Dagbladet 1884–1984 під редакцією Ларса Ледерстедта. Воно складається з факсиміле вибраних сторінок за всі сто років, а також із короткого резюме за кожне десятиліття. Також вийшов у світ ювілейний номер формату A4: Ett hundraårigt äventyr!  («Столітня пригода!») з ностальгійним оглядом цих років.

## Частини газети
«Свенска даґбладет» складається головним чином із трьох частин. Всі вони таблоїдного формату. Головна частина — це найважливіші вітчизняні й зарубіжні новини, спорт, а також «Нинішня сторінка» і прогноз погоди.
Друга частина — економічна з новинами про економіку та промисловість, про біржу й приватне господарювання. Щонеділі тут подають репортаж, званий N. У 2005-му «Свенска даґбладет» і «Афтонбладет» започаткували діловий сайт E24.se й співпрацювали до 2012 року. Відтак «Свенска даґбладет» започаткувала новий сайт — Nliv.se.
У частині «Культура» є новини про культуру, музикознавчі, кінознавчі та театрознавчі статті й рецензії репортажі. Також публікуться радіо- і телепрограми. У п'ятниці, суботи та неділі виходить блок під назвою К. У цій частині щодня публікують есей на якусь академічну тему. У суботи виходить додаток з міськими новинами Magasinet med SvD. Крім усього іншого, він містить також матеріали про житло, його обладнання й сад.
Раніше щоп'ятниці виходив журнал-додаток Min Helg («Моє свято») про міське життя, їжу, моду, красу, здоров'я і таке інше. Тут публікували оцінки ресторанів і кафе, телепрограми на тиждень і поради на тему культурного відпочинку. 2009 року цей додаток закрили й почали друкувати такі матеріали на сторінках культури. Крім того, раз на квартал «Свенска даґбладет» виходить із додатком про їжу — у співпраці з кулінарним сайтом, Tasteline, підпорядкованим концерну Schibsted. Виходять також додатки Scenhöst («Сценічна осінь») і Scenvår («Сценічна весна»). Готують також принагідні випуски, присвячені важливим подіям — наприклад, Олімпійським іграм, чемпіонатам світу з футболу та виборам до риксдагу.

### «Нинішня сторінка»
«Нинішня сторінка» — це відділ газети, присвячений психології, екзистенційним, статевим і ґендерним питанням, темам про дітей і молодь, про тенденції розвитку суспільства, про гігієну і здоров'я. Серії статей такої тематики стали постійною прикметою цієї сторінки. Редакція дає багато місця — як на сторінках газети, так і у віртуальному просторі — на те, щоб читачі висловили свою думку й розповіли свої історії.
Цю сторінку започаткувала як редактор у 1974 році Маріанна Фредрікссон. Перша серія статей мала назву «Ont i själen» («Болить душа») й була присвячена психічним розладам. Створювався новий напрям, який стали звати «insiktsjournalistik» — «журналістикою погляду». І раніше в газеті поміщали віньєтку Idag («Сьогодні»), але тоді йшлося про нариси й фейлетони. В Інтернеті «Нинішню сторінку» можна знайти на адресі www.svd.se/idag funnits з 1999 року.
Під впливом серій статей, опублікованих на «Нинішній сторінці», постають нові шведські слова. Наприклад, «maskrosbarn», «curlingföräldrar» і «kvartslivskrisen». Українською їх можна приблизно передати як «діти-кульбабки», «керлінґові батьки» (тобто такі, що втручаються в життя дітей і, образно кажучи, проторюють перед ними доріжку, як у керлінґу) і «криза чверті життя».
У 2006 році товариство Vetenskap och Folkbildning («Наука і народна освіта») висунуло редакцію «Нинішньої сторінки» на присвоєння звання «Обманщик року» «за публікування серій статей про так звану енергетичну медицину».

#### Редактори «Нинішньої сторінки»
- Маріанна Фредрікссон 1974–1987
- Анн Лагерстрем 1987-1993
- Катаріна Бальдо Заґаду 1993-2000
- Андерс Гааґ 2001–2006
- Пер Седерстрем 2006-2009
- Сузен Шульц 2009-

## Особи, що співпрацювали з газетою
| - Аксель Єдерін, 1884–1888 - Яльмар Сандберг, 1888–1891 - Дан Окер'єльм 1891–1893 - Ґустаф Е. Еріксон, 1893–1897 - Гельмер Кей, 1897–1907 - Ґустаф Зетеліус, 1907–1909 - Гельмер Кей, 1909–1934 - Карл Трюґґер, 1934–1940 - Івар Андерссон, 1940–1955 - Аллан Гернеліус, 1955–1969 - Свен Ґеренц, 1969–1974 - Ґустаф фон Платен, 1974–1982 - Ула Ґуммессон, 1982–1987 - Ганс Л. Зеттерберг, 1987–1988 - Леннарт Перссон, 1989 - Бертіль Турекулль, 1989–1991 - Матс Свеґфорс, 1991–2000 - Ханну Олкінуора, 2000–2001 - Лена К. Самуельссон, 2001— | - Карл Трюґґер 1934-? - Свен Ґеренц 1962-? - Улоф Юнґрен ?-1978 - Гокан Ламберт-Ульссон - Стефан Стремквіст, 1981–1991 - Свен Геек, 1991–1996 - Коре Ґустафсон, 1996–1999 - Ґуннар Стремблад, 1999–2006 - Рауль Ґрюнталь, 2006–2009 - Ґунілла Ашер, 2009- - Отто Єрте - Карл Аксель Тунбергер 1969–1978 (відповідальний видавець 1963–1978) - Аксель Вальдемарсон 1978–1983 - Матс Свеґфорс 1983–1991 - Гокан Гаґвалль, 1991–2000 - Матс Юганссон, 2000–2003 - П. Й. Андерс Ліндер, 2003— |

### Культурні редактори
- Ґуннар Бранделль, 1950–1962
- Лейф Карлссон, 1969–1981
- Інґмар Б'єркстен, 1981–1991
- Ларс Леннрот, 1991–1993
- Петер Лютерсон, 1993–2001
- Карл Отто Веркелід, 2001–2008
- Стефан Еклунд, 2009–2010
- Кай Шюлер, 2010–2012
- Мартін Єнссон, 2012-

### Художники та ілюстратори
- Андерс Андерше (Рисувальник Андерс)
- Ян Берглін
- Єста Чатам
- Яльмар Енерот
- Альберт Енґстрем
- Пелле Фуршед
- Фіббен Гальд
- Рібер Ганссон
- Нільс Меландер

### Інші відомі співробітники газети
- Марія Абарагамссон
- Кнут Анлунд
- Лена Андерссон
- Юнас Арнесен
- Бенґт Бедруп
- Янне Бенґтссон
- Франс Ґ. Бенґтссон
- Ян Берглін
- Карл Бергман — 1979 року вбитий на роботі в Уганді
- Ула Білльгер
- Фредрік Беек
- Корделія Едвардсон
- Лоттен Екман
- Альберт Енґстрем
- Бенґт Фрітьофссон
- Ґустаф Фредінґ
- Карл Раґнар Ґіров
- Альф Ґрандін
- Юган Гакеліус
- Керстін Галлерт
- Свен Гедін
- Вернер фон Гейденстам
- Мікаель Гольмстрем
- Меріт Гульдт (Гірам)
- Ульф Горд аф Сегерстад
- Маріанна Геек
- Ерік Зеттестрем (Кар де Мумма)
- Еллен Кей
- Аґнета Лагеркранц
- Улоф Лагеркранц
- Пер Лагерквіст
- Оскар Левертін
- Інґмар Ліндмаркер
- Стуре Ліннер
- Ерік Юнбергер (КАйфас)
- Кай Лундґрен (КАєнн)
- Вільгельм Муберг
- Софія Нербранд
- Естер Бленда Нурдстрем
- Томмі Улофссон
- Андерс Ульссон засновник Стокгольмського марафону
- Улоф Пальме
- Мозес Перґамент
- Сусанна Попова
- Туре Ранґстрем
- Людвіґ Расмуссон
- Стен Селандер
- Стів Сем-Сандберг
- Єран Шютте
- Август Стріндберг написав серію статей під рубрикою «Містика світової історії», 1903
- Челль Сванберг
- Ріхард Сварц
- Карл-Генрік Свенстедт («Анрі»)
- Суне Сюльвен
- Яльмар Седерберг
- Елызабет Серенсон
- Марґарета аф Уґґлас
- Ґуннар Унґер
- Принц Вільгельм
- Гассе Зеттерстрем
- Маріанна Зеттерстрем (Віола)
- Карл-Ґуннар Олен
- Бертіль Естерґрен
- Андерс Естерлінґ

## Лінки
- «Свенска даґбладет», офіційна вебсторінка [Архівовано 3 лютого 2013 у Wayback Machine.]
- Громадський омбудсмен. 6 справ, що зачіпають газету «Свенска даґбладет», від 2004 року до березня 2012 року [Архівовано 31 жовтня 2013 у Wayback Machine.]
- SvD: Відомі співробітники в історії газети «Свенска даґбладет» [Архівовано 6 жовтня 2012 у Wayback Machine.]
- SvD: Роки, що сформували «Свенска даґбладет» [Архівовано 23 грудня 2009 у Wayback Machine.]